# Brezal de Madagascar
El brezal de Madagascar es una ecorregión de la ecozona afrotropical, definida por WWF, que se encuentra en las altas montañas de Madagascar.
Forma, junto con las ecorregiones de selva de tierras bajas de Madagascar y selva subhúmeda de Madagascar, la región denominada selva y brezal de Madagascar, incluida en la lista Global 200.

## Descripción
Es una ecorregión de pradera de montaña con una extensión total de unos 1300 kilómetros cuadrados. Ocupa las áreas por encima de 1.800 metros de altitud de cuatro macizos de Madagascar: de norte a sur, Tsaratanana (2.876 m s. n. m.), Marojejy (2.133 m s. n. m.), Ankaratra (2.643 m s. n. m.) y Andringitra (2.658 m s. n. m.). Está rodeada por la selva subhúmeda.

## Flora
Desde 1.800 hasta 2.000-2.500 m s. n. m. la vegetación predominante es un bosque esclerófilo montano, dominado por árboles de las familias Podocarpaceae, Cunoniaceae y Pandanaceae, con abundantes musgos, líquenes y epifitas.
A mayor altitud el bosque se convierte en matorral, en el que dominan las familias Ericaceae y Asteraceae.

## Fauna
Esta ecorregión ha sido muy poco estudiada, por lo que su inventario faunístico está lejos de ser completo.

## Endemismos
Hay un gran número de plantas endémicas, cuyos parientes más cercanos se encuentran en Sudáfrica o en las zonas montañosas de África Oriental.
Dos ratas malgaches endémicas de la familia Nesomyidae han sido descubiertas recientemente:
- Monticolomys koopmani
- Voalavo gymnocaudus

También se ha descubierto recientemente (1996) el geco Lygodactylus montanus.
Otras especies de animales endémicos son:
- La carraca terrestre de Crossley (Atelornis crossleyi).
- La filepita-suimanga ventrigualda (Neodrepanis hypoxanthus).
- Los camaleones Calumma peyrierasi y Calumma capuroni.
- La rana Boophis williamsi.

## Estado de conservación
En peligro crítico. 

## Protección
- Reserva Especial del sur de Anjanaharibe
- Parque Nacional Andohahela